# フランコ・アルマーニ
フランコ・アルマーニ（Franco Armani 、1986年10月16日 - ）は、アルゼンチン・サンタフェ州カシルダ出身のプロサッカー選手。サッカーアルゼンチン代表。CAリーベル・プレート所属。ポジションはGK。

## クラブ経歴
フェロカリル・オエステでプロキャリアをスタート。2008年、デポルティーボ・メルロに移籍。
2010年、コロンビアの強豪クラブ・アトレティコ・ナシオナルに移籍。ナシオナルでは安定したセービングでチームを支え、2016年にはクラブ27年ぶりとなるコパ・リベルタドーレス優勝を果たした。
2018年1月、300万ドルでCAリーベル・プレートに移籍。同年正GKとしてリベルタドーレス杯の優勝に貢献。

## 代表経歴
妻がコロンビア人のためコロンビアの市民権も有しており、このためコロンビア代表が招集を検討していたこともある。しかしアルマーニ自身は生まれ育ったアルゼンチンのためにプレーすることを望んでいた。
2018 FIFAワールドカップ・南米予選ではセルヒオ・ロメロが正守護神の座に就いていたが、所属するマンチェスター・ユナイテッドFCではダビド・デ・ヘアの控えであったため、リーベル・プレートでレギュラーを務めていたアルマーニを推す声も多数上がっていた。
2018年5月、2018 FIFAワールドカップに参加する代表メンバー23人の一人に選ばれた。グループステージ2戦目のクロアチア戦で不安定なパフォーマンスを見せたウィリー・カバジェロに代わり、第3戦のナイジェリア戦で念願のアルゼンチン代表デビューを果たした。決勝ラウンド1回戦のフランス戦でも引き続き起用されたが、4失点を許し敗退した。
2019年南米選手権1次リーグB組第2戦、パラグアイ戦では相手パラグアイのPKをストップするなどの活躍で、アルゼンチンは1次リーグ敗退を逃れた。
2022 FIFAワールドカップでは、エミリアーノ・マルティネスに次ぐ第2GKとして参加。出場機会は無かったが、チームの優勝に貢献した。

## 代表歴

### 出場大会など
- アルゼンチン代表
  - 2018 FIFAワールドカップ
  - 2022 FIFAワールドカップ

### 試合数
- 国際Aマッチ 19試合 0得点（2018年-）[12]

| アルゼンチン代表 | 国際Aマッチ | 国際Aマッチ |
| 年               | 出場        | 得点        |
| ---------------- | ----------- | ----------- |
| 2018             | 3           | 0           |
| 2019             | 8           | 0           |
| 2020             | 4           | 0           |
| 2021             | 1           | 0           |
| 2022             | 2           | 0           |
| 2023             | 1           | 0           |
| 通算             | 19          | 0           |

## タイトル
アトレティコ・ナシオナル
- カテゴリア・プリメーラA (6): 2011-I, 2013-I, 2013-II, 2014-I, 2015-II, 2017-I
- コパ・コロンビア (3): 2012, 2013, 2016
- スーペルリーガ・コロンビアーナ (2): 2012, 2016
- コパ・リベルタドーレス (1): 2016
- レコパ・スダメリカーナ (1): 2017

リーベル・プレート
- スーペルコパ・アルヘンティーナ: 2017
- リベルタドーレス杯 : 2018

アルゼンチン
- コパ・アメリカ： 2021, 2024
- FIFAワールドカップ : 2022

個人
- 南米年間ベストイレブン : 2016, 2018, 2019